# Snovský rajón
Snovský rajón (ukrajinsky Сновський район, do roku 2016 Ščorský rajón, ukrajinsky Щорський район) byl rajón v Černihivské oblasti na Ukrajině. Hlavním městem byl Snovsk a rajón měl přibližně 23 tisíc obyvatel. 

## Sídla v rajónu
- Snovsk